# Laura Wilson Barker
Pour les articles homonymes, voir Barker.
Laura Wilson Barker, née le 6 mars 1819 à Thirkleby, Yorkshire, et morte le 22 mai 1905 à Coleshill, Buckinghamshire, est une compositrice, pianiste, violoniste et aquarelliste anglaise.

## Biographie
Fille du vicaire Thomas Barker et de Jane Flower, elle reçoit sa première instruction musicale de ses parents, puis étudie avec Philip Cipriani Potter, professeur à la Royal Academy of Music de Londres.
Laura a hérité d'un Stradivarius : petite-nièce de William Flower, propriétaire de ce violon, il lui est transmis par sa mère Jane Flower,. Dans sa jeunesse, elle joue avec Paganini et Louis Spohr : « Je jouais du pianoforte et lui du violon. Il est venu à Hampstead avec son petit fils Achillino pour passer la journée avec nous. Il rit de bon cœur en m'entendant imiter certains de ses extraordinaires exploits au violon ». Elle a commencé à composer dès 1830. Ses compositions sont accueillies avec enthousiasme par le public et la presse,.
De 1843 jusqu'à son mariage, elle enseigne la musique à l'École pour aveugles de York.
Le 19 juin 1855 elle se marie avec Tom Taylor rédacteur en chef du magazine Punch avec qui elle a deux enfants : John Wycliffe Taylor et Laura Lucy Arnold Taylor. Les soirées musicales du dimanche dans leur maison sont fréquentées par Lewis Carroll, Charles Dickens, Henry Irving, Charles Reade, Alfred Tennyson, Ellen Terry, William Thackeray, Clara Schumann, Amalie Joachim.

## Œuvres

### Musique
- Seven romances. Voice and guitar. 1836
- Ode to the passions (poème de William Collins 1846)
- Œnone, cantate (poème de Tennyson, 1850)
- Six Songs for voice and pianoforte. 1852    To daffodils  Home of my youth   The song of the yellow hammer  Lullaby. Sweet and low  The rose  The miller's daughter
- Sonata "A country walk". Violin and piano. 1860
- Music to Shakespeare's "As you like it". London 14apr1880
- Songs of youth. 1883
- A prophesy. Choir and orchestra. 1899 (poème de John Keats)
- Can a bosom so gentle remain. Glee.
- String quartet
- Allegro animato and introduction. Piano
- Sleep gentle lady. Choir
- Overture and entr'acte for Joan of Arc

### Littérature
- Ballads and Songs of Britany En collaboration avec son mari Tom Taylor, (Londres, 1865) ; traduction du Barsaz Breiz du Vicomte Hersant (Ballades et Chansons de Bretagne) ; elle a harmonisé quelques airs originaux en ligne
- Ses Mémoires ont été publiés en 1939
- Laura Barker a écrit de nombreux poèmes jusqu'alors inconnus. En 2008, un de ses cahiers de poésie a été vendu à Londres

### Peinture
Plusieurs de ses aquarelles sont visibles dans la maison d'Ellen Terry, Smallhythe Place dans le Kent : 
- Kate Terry, as 'Beatrice' and Dame Ellen Terry as 'Hero'
- Much Ado About Nothing' by Laura Taylor.
- The Church scene.
- Ellen Terry as Juliet in the Balcony scene 1866.
- Kate Terry and Dame Ellen Terry on a Garden Seat